# Coupe du monde de biathlon 2002-2003
Navigation
Édition précédente Édition suivante
La 26e édition de la Coupe du monde de biathlon a lieu du 5 décembre 2002 jusqu'au 23 mars 2003. Le circuit comprend neuf destinations européennes. Les championnats du monde (comptants également pour la Coupe du monde) ont lieu à Khanty-Mansiïsk (Russie) du 15 mars au 23 mars 2003.

## Globes de cristal et titres mondiaux
| Disciplines       | Globes de cristal    | Champions du monde   |
| ----------------- | -------------------- | -------------------- |
| Général           | Ole Einar Bjørndalen |                      |
| Coupe des Nations | Norvège              |                      |
| Individuel        | Halvard Hanevold     | Halvard Hanevold     |
| Sprint            | Ole Einar Bjørndalen | Ole Einar Bjørndalen |
| Poursuite         | Ole Einar Bjørndalen | Ricco Gross          |
| Départ Groupé     | Ole Einar Bjørndalen | Ole Einar Bjørndalen |
| Relais            | Biélorussie          | Allemagne            |

| Disciplines       | Globes de cristal | Championnes du monde           |
| ----------------- | ----------------- | ------------------------------ |
| Général           | Martina Glagow    |                                |
| Coupe des Nations | Russie            |                                |
| Individuel        | Linda Grubben     | Katerina Holubcova             |
| Sprint            | Sylvie Becaert    | Sylvie Becaert                 |
| Poursuite         | Martina Glagow    | Sandrine Bailly Martina Glagow |
| Départ Groupé     | Albina Akhatova   | Albina Akhatova                |
| Relais            | Russie            | Russie                         |

## Classements

### Classements généraux
| Rang | Nom                  | Points | Victoire(s) |
| ---- | -------------------- | ------ | ----------- |
| 1    | Ole Einar Bjørndalen | 737    | 11          |
| 2    | Vladimir Dratchev    | 630    | 3           |
| 3    | Ricco Groß           | 613    | 1           |
| 4    | Raphaël Poirée       | 591    | 2           |
| 5    | Halvard Hanevold     | 553    | 1           |
| 6    | Frode Andresen       | 486    | 1           |
| 7    | Sergeï Tchepikov     | 466    |             |
| 8    | Aleh Ryjankow        | 451    |             |
| 9    | Tomasz Sikora        | 442    |             |
| 10   | Sven Fischer         | 440    | 1           |

| Rang | Nom                   | Points | Victoire(s) |
| ---- | --------------------- | ------ | ----------- |
| 1    | Martina Glagow        | 729    | 2           |
| 2    | Albina Akhatova       | 699    | 2           |
| 3    | Sylvie Becaert        | 680    | 1           |
| 4    | Ekaterina Dafovska    | 644    | 4           |
| 5    | Olena Zubrilova       | 634    | 1           |
| 6    | Sandrine Bailly       | 570    | 2           |
| 7    | Uschi Disl            | 535    | 1           |
| 8    | Kateřina Holubcová    | 523    | 1           |
| 9    | Svetlana Tchernousova | 465    |             |
| 10   | Olga Pyleva           | 463    | 1           |

### Coupe des Nations
| Rang | Nation      | Points |
| ---- | ----------- | ------ |
| 1    | Norvège     | 4029   |
| 2    | Allemagne   | 3778   |
| 3    | Russie      | 3704   |
| 4    | Biélorussie | 3599   |
| 5    | France      | 3547   |
| 6    | Autriche    | 3424   |
| 7    | Slovénie    | 3247   |
| 8    | Tchéquie    | 3074   |
| 9    | Italie      | 2938   |
| 10   | Suède       | 2887   |

| Rang | Nation      | Points |
| ---- | ----------- | ------ |
| 1    | Russie      | 4086   |
| 2    | Allemagne   | 4034   |
| 3    | France      | 3760   |
| 4    | Bulgarie    | 3532   |
| 5    | Biélorussie | 3393   |
| 6    | Norvège     | 3370   |
| 7    | Slovaquie   | 3129   |
| 8    | Tchéquie    | 3118   |
| 9    | Finlande    | 3008   |
| 10   | Slovénie    | 3000   |

### Classement par discipline

#### Individuel
| Rang | Nom              | Points |
| ---- | ---------------- | ------ |
| 1    | Halvard Hanevold | 96     |
| 2    | Vesa Hietalahti  | 83     |
| 3    | Ricco Groß       | 80     |
| 4    | Egil Gjelland    | 64     |
| 5    | Janez Marič      | 61     |

| Rang | Nom                    | Points |
| ---- | ---------------------- | ------ |
| 1    | Linda Grubben          | 89     |
| 2    | Ekaterina Dafovska     | 80     |
| 3    | Olena Zubrilova        | 80     |
| 4    | Gunn Margit Andreassen | 77     |
| 5    | Kateřina Holubcová     | 76     |

#### Sprint
| Rang | Nom                  | Points |
| ---- | -------------------- | ------ |
| 1    | Ole Einar Bjørndalen | 328    |
| 2    | Frode Andresen       | 252    |
| 3    | Vladimir Dratchev    | 247    |
| 4    | Raphaël Poirée       | 226    |
| 5    | Sven Fischer         | 213    |

| Rang | Nom                | Points |
| ---- | ------------------ | ------ |
| 1    | Sylvie Becaert     | 280    |
| 2    | Martina Glagow     | 270    |
| 3    | Ekaterina Dafovska | 253    |
| 4    | Albina Akhatova    | 238    |
| 5    | Olga Pyleva        | 234    |

#### Poursuite
| Rang | Nom                  | Points |
| ---- | -------------------- | ------ |
| 1    | Ole Einar Bjørndalen | 230    |
| 2    | Ricco Groß           | 205    |
| 3    | Raphaël Poirée       | 199    |
| 4    | Vladimir Dratchev    | 197    |
| 5    | Halvard Hanevold     | 154    |

| Rang | Nom             | Points |
| ---- | --------------- | ------ |
| 1    | Martina Glagow  | 257    |
| 2    | Olena Zubrilova | 244    |
| 3    | Sylvie Becaert  | 197    |
| 4    | Albina Akhatova | 194    |
| 5    | Sandrine Bailly | 180    |

#### Départ Groupé
| Rang | Nom                  | Points |
| ---- | -------------------- | ------ |
| 1    | Ole Einar Bjørndalen | 150    |
| 2    | Vladimir Dratchev    | 114    |
| 3    | Raphaël Poirée       | 114    |
| 4    | Ricco Groß           | 109    |
| 5    | Aleh Ryjankow        | 100    |

| Rang | Nom                   | Points |
| ---- | --------------------- | ------ |
| 1    | Albina Akhatova       | 126    |
| 2    | Svetlana Ichmouratova | 120    |
| 3    | Sylvie Becaert        | 119    |
| 4    | Uschi Disl            | 118    |
| 5    | Corinne Niogret       | 115    |

#### Relais
| Rang | Nation      | Points |
| ---- | ----------- | ------ |
| 1    | Biélorussie | 319    |
| 2    | Russie      | 318    |
| 3    | Norvège     | 298    |
| 4    | Allemagne   | 288    |
| 5    | France      | 279    |

| Rang | Nation      | Points |
| ---- | ----------- | ------ |
| 1    | Russie      | 339    |
| 2    | Allemagne   | 327    |
| 3    | Biélorussie | 293    |
| 4    | Norvège     | 278    |
| 5    | France      | 249    |

## Calendrier et podiums

### Femmes
| 1. Östersund (5 décembre 2002 - 8 décembre 2002) |                   |                                                                       |                                                                                       |                                                                     |
| Date                                             | Épreuve           | Vainqueur                                                             | Seconde                                                                               | Troisième                                                           |
| 5/12/2002                                        | Sprint (7,5 km)   | Olga Zaïtseva                                                         | Sylvie Becaert                                                                        | Olga Pyleva                                                         |
| 6/12/2002                                        | Relais (4 × 6 km) | Allemagne- Katrin Apel - Uschi Disl - Simone Denkinger - Kati Wilhelm | Norvège- Linda Grubben - Gro Istad-Kristiansen - Tora Berger - Gunn Margit Andreassen | Russie- Olga Pyleva - Olga Zaïtseva - Anna Bogali - Albina Akhatova |
| 8/12/2002                                        | Poursuite (10 km) | Kati Wilhelm                                                          | Olga Zaïtseva                                                                         | Katja Beer                                                          |

| 2. Pokljuka → Östersund (11 décembre 2002 - 15 décembre 2002) |                   |                                                                                          |                                                                           |                                                                                    |
| Date                                                          | Épreuve           | Vainqueur                                                                                | Seconde                                                                   | Troisième                                                                          |
| 11/12/2002                                                    | Relais (4 × 6 km) | Russie- Svetlana Tchernousova - Galina Koukleva - Irina Malguina - Svetlana Ichmouratova | Allemagne- Martina Glagow - Simone Denkinger - Andrea Henkel - Katja Beer | Bulgarie- Nina Klenovska - Pavlina Filipova - Ekaterina Dafovska - Iva Karagiozova |
| 13/12/2002                                                    | Sprint (7,5 km)   | Linda Grubben                                                                            | Svetlana Ichmouratova                                                     | Ekaterina Dafovska                                                                 |
| 15/12/2002                                                    | Poursuite (10 km) | Katja Beer                                                                               | Linda Grubben                                                             | Sanna-Leena Perunka                                                                |

| 3. Brezno-Osrblie (19 décembre 2002 - 22 décembre 2002) |                   |                                                                                    |                                                                          |                                                                                         |
| Date                                                    | Épreuve           | Vainqueur                                                                          | Seconde                                                                  | Troisième                                                                               |
| 19/12/2002                                              | Sprint (7,5 km)   | Galina Koukleva                                                                    | Albina Akhatova                                                          | Uschi Disl                                                                              |
| 21/12/2002                                              | Relais (4 × 6 km) | Biélorussie- Lilia Efremova - Olga Nazarova - Ludmila Arlouskaya - Olena Zubrilova | Allemagne- Martina Glagow - Simone Denkinger - Katja Beer - Kati Wilhelm | Norvège- Liv-Kjersti Eikeland - Borghild Ouren - Gunn Margit Andreassen - Linda Grubben |
| 22/12/2002                                              | Poursuite (10 km) | Ekaterina Dafovska                                                                 | Galina Koukleva                                                          | Martina Glagow                                                                          |

| 4. Oberhof (8 janvier 2003 - 12 janvier 2003) |                         |                                                                    |                                                                                 |                                                                           |
| Date                                          | Épreuve                 | Vainqueur                                                          | Seconde                                                                         | Troisième                                                                 |
| 8/01/2003                                     | Sprint (7,5 km)         | Ekaterina Dafovska                                                 | Sylvie Becaert                                                                  | Kateřina Holubcová                                                        |
| 10/01/2003                                    | Relais (4 × 6 km)       | Allemagne- Katrin Apel - Uschi Disl - Andrea Henkel - Kati Wilhelm | Russie- Albina Akhatova - Svetlana Tchernousova - Galina Koukleva - Olga Pyleva | France- Sylvie Becaert - Sandrine Bailly - Julie Carraz - Corinne Niogret |
| 12/01/2003                                    | Départ Groupé (12,5 km) | Uschi Disl                                                         | Ekaterina Dafovska                                                              | Sylvie Becaert                                                            |

| 5. Ruhpolding (15 janvier 2003 - 19 janvier 2003) |                   |                                                                                 |                                                                       |                                                                                               |
| Date                                              | Épreuve           | Vainqueur                                                                       | Seconde                                                               | Troisième                                                                                     |
| 15/01/2003                                        | Relais (4 × 6 km) | Russie- Albina Akhatova - Svetlana Ichmouratova - Galina Koukleva - Olga Pyleva | Allemagne- Martina Glagow - Uschi Disl - Andrea Henkel - Kati Wilhelm | Norvège- Linda Grubben - Ann-Elen Skjelbreid - Gro Istad-Kristiansen - Gunn Margit Andreassen |
| 17/01/2003                                        | Sprint (7,5 km)   | Galina Koukleva                                                                 | Martina Glagow                                                        | Olga Pyleva                                                                                   |
| 19/01/2003                                        | Poursuite (10 km) | Ekaterina Dafovska                                                              | Martina Glagow                                                        | Svetlana Ichmouratova                                                                         |

| 6. Antholz Anterselva (23 janvier 2003 - 26 janvier 2003) |                         |                                                                             |                                                                     |                                                                                    |
| Date                                                      | Épreuve                 | Vainqueur                                                                   | Seconde                                                             | Troisième                                                                          |
| 23/01/2003                                                | Individuel (15 km)      | Ekaterina Dafovska                                                          | Sandrine Bailly                                                     | Linda Grubben                                                                      |
| 24/01/2003                                                | Relais (4 × 6 km)       | Russie- Albina Akhatova - Anna Bogali - Svetlana Tchernousova - Olga Pyleva | Allemagne- Simone Denkinger - Uschi Disl - Romy Beer - Kati Wilhelm | Biélorussie- Lilia Efremova - Olga Nazarova - Ludmila Arlouskaya - Olena Zubrilova |
| 26/01/2003                                                | Départ Groupé (12,5 km) | Albina Akhatova                                                             | Sylvie Becaert                                                      | Corinne Niogret                                                                    |

| 7. Lahti (8 février 2003 - 9 février 2003) |                         |              |                 |                    |
| Date                                       | Épreuve                 | Vainqueur    | Seconde         | Troisième          |
| 8/02/2003                                  | Sprint (7,5 km)         | Olga Pyleva  | Albina Akhatova | Kati Wilhelm       |
| 9/02/2003                                  | Départ Groupé (12,5 km) | Kati Wilhelm | Martina Glagow  | Ekaterina Dafovska |

| 8. Oslo Holmenkollen (13 février 2003 - 16 février 2003) |                   |                                                                               |                                                                                    |                                                                                      |
| Date                                                     | Épreuve           | Vainqueur                                                                     | Seconde                                                                            | Troisième                                                                            |
| 13/02/2003                                               | Relais (4 × 6 km) | Russie- Albina Akhatova - Svetlana Tchernousova - Olga Zaïtseva - Olga Pyleva | Biélorussie- Lilia Efremova - Olga Nazarova - Ludmila Arlouskaya - Olena Zubrilova | France- Florence Baverel-Robert - Sandrine Bailly - Corinne Niogret - Sylvie Becaert |
| 15/02/2003                                               | Sprint (7,5 km)   | Sandrine Bailly                                                               | Albina Akhatova                                                                    | Martina Glagow                                                                       |
| 16/02/2003                                               | Poursuite (10 km) | Martina Glagow                                                                | Olena Zubrilova                                                                    | Michela Ponza                                                                        |

| 9. Östersund (20 février 2003 - 23 février 2003) |                    |                 |                 |                    |
| Date                                             | Épreuve            | Vainqueur       | Seconde         | Troisième          |
| 20/02/2003                                       | Sprint (7,5 km)    | Kati Wilhelm    | Olena Zubrilova | Uschi Disl         |
| 22/02/2003                                       | Individuel (15 km) | Olga Zaïtseva   | Linda Grubben   | Olga Pyleva        |
| 23/02/2003                                       | Poursuite (10 km)  | Olena Zubrilova | Linda Grubben   | Kateřina Holubcová |

|                                                                            |                         |                                                                                           |                                                                                  |                                                                          |
| Championnats du monde 2003 à Khanty-Mansiïsk (15 mars 2003 - 23 mars 2003) |                         |                                                                                           |                                                                                  |                                                                          |
| Date                                                                       | Épreuve                 | Vainqueur                                                                                 | Seconde                                                                          | Troisième                                                                |
| 15/03/2003                                                                 | Sprint (7,5 km)         | Sylvie Becaert                                                                            | Olena Petrova                                                                    | Kateřina Holubcová                                                       |
| 16/03/2003                                                                 | Poursuite (10 km)       | Sandrine Bailly Martina Glagow                                                            |                                                                                  | Svetlana Ichmouratova                                                    |
| 18/03/2003                                                                 | Individuel (15 km)      | Kateřina Holubcová                                                                        | Olena Zubrilova                                                                  | Gunn Margit Andreassen                                                   |
| 20/03/2003                                                                 | Relais (4 × 6 km)       | Russie- Albina Akhatova - Svetlana Ichmouratova - Galina Koukleva - Svetlana Tchernousova | Ukraine- Oksana Khvostenko - Irina Merkushina - Oksana Yakovleva - Olena Petrova | Allemagne- Simone Denkinger - Uschi Disl - Kati Wilhelm - Martina Glagow |
| 22/03/2003                                                                 | Départ Groupé (12,5 km) | Albina Akhatova                                                                           | Svetlana Ichmouratova                                                            | Sandrine Bailly                                                          |
|                                                                            |                         |                                                                                           |                                                                                  |                                                                          |

### Hommes
| 1. Östersund (5 décembre 2002 - 8 décembre 2002) |                     |                                                                                   |                                                                                |                                                                  |
| Date                                             | Épreuve             | Vainqueur                                                                         | Seconde                                                                        | Troisième                                                        |
| 5/12/2002                                        | Sprint (10 km)      | Frode Andresen                                                                    | Raphaël Poirée                                                                 | Aleh Ryjankow                                                    |
| 7/12/2002                                        | Relais (4 × 7,5 km) | Norvège- Egil Gjelland - Frode Andresen - Ole Einar Bjørndalen - Halvard Hanevold | Russie- Viktor Maygurov - Sergey Rozhkov - Sergeï Tchepikov - Pavel Rostovtsev | Allemagne- Ricco Groß - Peter Sendel - Sven Fischer - Frank Luck |
| 8/12/2002                                        | Poursuite (12,5 km) | Ole Einar Bjørndalen                                                              | Raphaël Poirée                                                                 | Egil Gjelland                                                    |

| 2. Pokljuka → Östersund (11 décembre 2002 - 15 décembre 2002) |                     |                                                                                    |                                                                                   |                                                                                |
| Date                                                          | Épreuve             | Vainqueur                                                                          | Seconde                                                                           | Troisième                                                                      |
| 12/12/2002                                                    | Relais (4 × 7,5 km) | Biélorussie- Alexei Aidarov - Vladimir Dratchev - Rustam Valiullin - Aleh Ryjankow | Norvège- Egil Gjelland - Ole Einar Bjørndalen - Frode Andresen - Halvard Hanevold | Russie- Viktor Maygurov - Sergey Rozhkov - Sergeï Tchepikov - Pavel Rostovtsev |
| 14/12/2002                                                    | Sprint (10 km)      | Ole Einar Bjørndalen                                                               | Frode Andresen                                                                    | Andriy Deryzemlya                                                              |
| 15/12/2002                                                    | Poursuite (12,5 km) | Ole Einar Bjørndalen                                                               | Ricco Groß                                                                        | Frode Andresen                                                                 |

| 3. Brezno-Osrblie (19 décembre 2002 - 22 décembre 2002) |                     |                                                                                |                                                                     |                                                                             |
| Date                                                    | Épreuve             | Vainqueur                                                                      | Seconde                                                             | Troisième                                                                   |
| 19/12/2002                                              | Sprint (10 km)      | Raphaël Poirée                                                                 | Janez Marič                                                         | Frode Andresen                                                              |
| 20/12/2002                                              | Relais (4 × 7,5 km) | Russie- Viktor Maygurov - Pavel Rostovtsev - Sergey Rozhkov - Sergeï Tchepikov | Allemagne- Peter Sendel - Sven Fischer - Michael Greis - Frank Luck | France- Ferréol Cannard - Vincent Defrasne - Julien Robert - Raphaël Poirée |
| 22/12/2002                                              | Poursuite (12,5 km) | Raphaël Poirée                                                                 | Ricco Groß                                                          | Vladimir Dratchev                                                           |

| 4. Oberhof (8 janvier 2003 - 12 janvier 2003) |                       |                                                                                |                                                                                    |                                                                             |
| Date                                          | Épreuve               | Vainqueur                                                                      | Seconde                                                                            | Troisième                                                                   |
| 9/01/2003                                     | Sprint (10 km)        | Ole Einar Bjørndalen                                                           | Sergeï Tchepikov                                                                   | Wolfgang Rottmann                                                           |
| 11/01/2003                                    | Relais (4 × 7,5 km)   | Russie- Viktor Maygurov - Pavel Rostovtsev - Sergey Rozhkov - Sergeï Tchepikov | Biélorussie- Alexei Aidarov - Vladimir Dratchev - Rustam Valiullin - Aleh Ryjankow | France- Ferréol Cannard - Vincent Defrasne - Julien Robert - Raphaël Poirée |
| 12/01/2003                                    | Départ Groupé (15 km) | Ole Einar Bjørndalen                                                           | Vladimir Dratchev                                                                  | Raphaël Poirée                                                              |

| 5. Ruhpolding (15 janvier 2003 - 19 janvier 2003) |                     |                                                                             |                                                                     |                                                                                   |
| Date                                              | Épreuve             | Vainqueur                                                                   | Seconde                                                             | Troisième                                                                         |
| 16/01/2003                                        | Relais (4 × 7,5 km) | France- Ferréol Cannard - Vincent Defrasne - Julien Robert - Raphaël Poirée | Allemagne- Michael Greis - Sven Fischer - Peter Sendel - Ricco Groß | Norvège- Halvard Hanevold - Frode Andresen - Egil Gjelland - Ole Einar Bjørndalen |
| 18/01/2003                                        | Sprint (10 km)      | Ole Einar Bjørndalen                                                        | Frode Andresen                                                      | Raphaël Poirée                                                                    |
| 19/01/2003                                        | Poursuite (12,5 km) | Ole Einar Bjørndalen                                                        | Raphaël Poirée                                                      | Frank Luck                                                                        |

| 6. Antholz Anterselva (23 janvier 2003 - 26 janvier 2003) |                       |                                                                                    |                                                                         |                                                                                           |
| Date                                                      | Épreuve               | Vainqueur                                                                          | Seconde                                                                 | Troisième                                                                                 |
| 23/01/2003                                                | Individuel (20 km)    | Vladimir Dratchev                                                                  | Halvard Hanevold                                                        | Stian Eckhoff                                                                             |
| 25/01/2003                                                | Relais (4 × 7,5 km)   | Biélorussie- Alexei Aidarov - Vladimir Dratchev - Rustam Valiullin - Aleh Ryjankow | Norvège- Egil Gjelland - Lars Berger - Stian Eckhoff - Halvard Hanevold | Italie- René Cattarinussi - René-Laurent Vuillermoz - Devis Da Canal - Wilfried Pallhuber |
| 26/01/2003                                                | Départ Groupé (15 km) | Andriy Deryzemlya                                                                  | Pavel Rostovtsev                                                        | Ricco Groß                                                                                |

| 7. Lahti (8 février 2003 - 9 février 2003) |                       |                      |                  |                  |
| Date                                       | Épreuve               | Vainqueur            | Seconde          | Troisième        |
| 8/02/2003                                  | Sprint (10 km)        | Alexander Wolf       | Sergeï Tchepikov | Alexei Aidarov   |
| 9/02/2003                                  | Départ Groupé (15 km) | Ole Einar Bjørndalen | Aleh Ryjankow    | Halvard Hanevold |

| 8. Oslo Holmenkollen (13 février 2003 - 16 février 2003) |                     |                                                                                    |                                                                                |                                                                                  |
| Date                                                     | Épreuve             | Vainqueur                                                                          | Seconde                                                                        | Troisième                                                                        |
| 13/02/2003                                               | Relais (4 × 7,5 km) | Biélorussie- Alexei Aidarov - Vladimir Dratchev - Rustam Valiullin - Aleh Ryjankow | Russie- Sergey Rozhkov - Pavel Rostovtsev - Nikolay Kruglov - Sergeï Tchepikov | Norvège- Halvard Hanevold - Stian Eckhoff - Egil Gjelland - Ole Einar Bjørndalen |
| 15/02/2003                                               | Sprint (10 km)      | Vladimir Dratchev                                                                  | Pavel Rostovtsev                                                               | Sven Fischer                                                                     |
| 16/02/2003                                               | Poursuite (12,5 km) | Ole Einar Bjørndalen                                                               | Sven Fischer                                                                   | Stian Eckhoff                                                                    |

| 9. Östersund (20 février 2003 - 23 février 2003) |                     |                   |                   |                  |
| Date                                             | Épreuve             | Vainqueur         | Seconde           | Troisième        |
| 20/02/2003                                       | Sprint (10 km)      | Sven Fischer      | Vladimir Dratchev | Lars Berger      |
| 21/02/2003                                       | Individuel (20 km)  | Janez Marič       | Zdeněk Vítek      | Marko Dolenc     |
| 23/02/2003                                       | Poursuite (12,5 km) | Vladimir Dratchev | Zdeněk Vítek      | Halvard Hanevold |

|                                                                            |                       |                                                                  |                                                                                |                                                                                    |
| Championnats du monde 2003 à Khanty-Mansiïsk (15 mars 2003 - 23 mars 2003) |                       |                                                                  |                                                                                |                                                                                    |
| Date                                                                       | Épreuve               | Vainqueur                                                        | Seconde                                                                        | Troisième                                                                          |
| 15/03/2003                                                                 | Sprint (10 km)        | Ole Einar Bjørndalen                                             | Ricco Groß                                                                     | Zdeněk Vítek                                                                       |
| 16/03/2003                                                                 | Poursuite (12,5 km)   | Ricco Groß                                                       | Halvard Hanevold                                                               | Paavo Puurunen                                                                     |
| 19/03/2003                                                                 | Individuel (20 km)    | Halvard Hanevold                                                 | Vesa Hietalahti                                                                | Ricco Groß                                                                         |
| 21/03/2003                                                                 | Relais (4 × 7,5 km)   | Allemagne- Peter Sendel - Sven Fischer - Ricco Groß - Frank Luck | Russie- Viktor Maygurov - Pavel Rostovtsev - Sergey Rozhkov - Sergeï Tchepikov | Biélorussie- Alexei Aidarov - Vladimir Dratchev - Rustam Valiullin - Aleh Ryjankow |
| 23/03/2003                                                                 | Départ Groupé (15 km) | Ole Einar Bjørndalen                                             | Sven Fischer                                                                   | Raphaël Poirée                                                                     |
|                                                                            |                       |                                                                  |                                                                                |                                                                                    |